# Synopeas affine
Synopeas affine är en stekelart som först beskrevs av Nees von Esenbeck 1834.  Synopeas affine ingår i släktet Synopeas och familjen gallmyggesteklar. Arten är reproducerande i Sverige. Inga underarter finns listade i Catalogue of Life.